# 利達光電
利達光電股份有限公司，（深交所：002189），中國兵器裝備集團旗下的，河南中光學集團有限公司附屬公司，位於中国河南省南陽市。

## 历史
是在1995年由河南中南光电仪器厂、维尔京第二光学組成當時名稱為「利達光電有限公司」成立，之後由於被南方工业集团、南方工业资产、清水（香港）、富士能佐野、香港明汇、南阳金坤改為合資公司，同時改股份制，改名為「南阳利达光电股份有限公司」，現任董事長為王志亮，總經理為李智超。
主要業務光学零件、光学薄膜产品、光学镜头、光学引擎、光学辅料、光电仪器及相关产品的研发、生产、销售和售后服务。
其股份自2007年12月3日在深圳證券交易所中小板上市。

## 外部連結
- 利達光電股份有限公司 （页面存档备份，存于）